# Stele z Mdiny

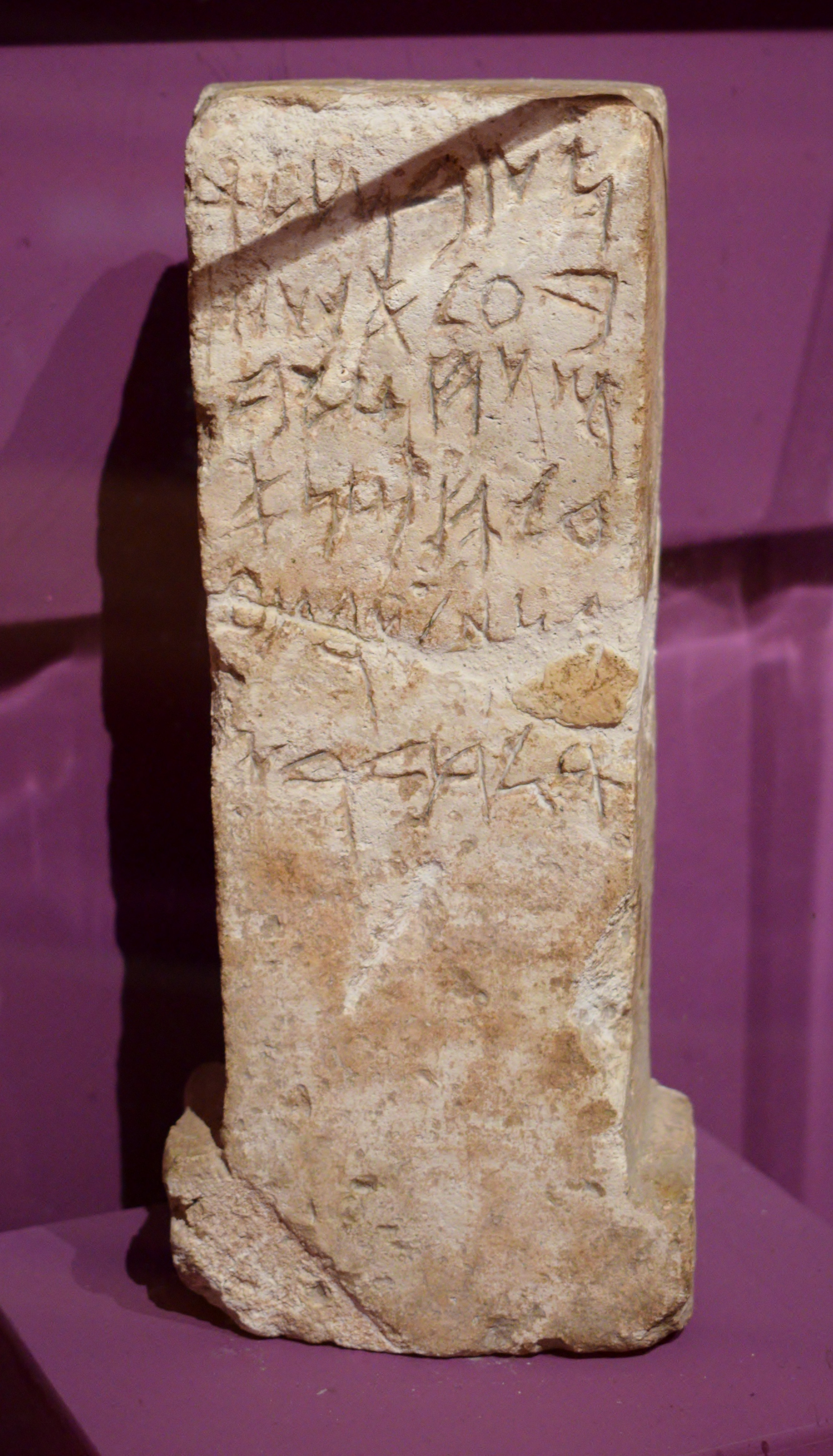
Zachowana stela (61A)

Stele z Mdiny – dwie inskrypcje w języku fenickim znalezione w pobliżu miasta Mdina (starożytne Maleth) na Malcie w 1816. Miejsce znaleziska jest kwestionowane; najstarszy znany opis umieszcza go w pobliżu kościoła Tal-Virtu w Rabacie. Zachowana stela znajduje się obecnie w Narodowym Muzeum Archeologicznym w Valletcie; druga stela jest uważana za zaginioną od ponad wieku.
Zostały one szeroko nagłośnione przez Wilhelma Geseniusa jako Melitensia Tertia i Melitensia Quarta. Znane są także jako KAI 61A,B lub CIS I 123A,B.
Stelę 61B datowano na VI wiek p.n.e. na podstawie form literowych.

## Tekst napisów
Obydwa napisy brzmią:
| (A, linie 1–6) | NṢB MLK / B‘L ’Š Š/M NḤM LB/‘L-ḤMN ’/DN K ŠM‘ / QL DBRY        | (To jest) stela (upamiętniająca) molk-Ba’al (lub molkomor?), którą Naḥḥum podarował Baal-Hammonowi, swemu Panu, ponieważ usłyszał dźwięk jego słowa (tj. Baal odpowiedział na modlitwy Naḥḥuma). |
| (B, linie 1–6) | NṢB MLK / ’MR ’Š Š/[M ’R]Š LB/‘L-[ḤMN] ’DN [K Š]M‘ / QL [DB]RY | (To jest) stela (upamiętniająca) «molkomor», którą Aris podarował Baal-Hammonowi, swemu Panu, ponieważ usłyszał dźwięk jego słów.                                                                |
«Molkomor» (jak w B) był „zastępczą” ofiarą składaną Baalowi z baranka zamiast ofiary z dziecka. Słowo to jest złożeniem słów molk lub Moloch, tradycyjnie oznaczającego punickiego boga Baala, ale bardziej prawdopodobnie oznacza „(ludzką) ofiarę (z dziecka)”, a ’MR (por. hebrajskie ’immēr) „baranka”. Innym możliwym odczytaniem jest „MLK’SR”, co oznacza Moloch-Ozyrys, którego również czcili Fenicjanie.
Nie jest jasne, czy molk-Ba’al w A jest odmianą słowa molkomor, czy też 61A odnosi się do prawdziwej ofiary z dziecka, podczas gdy 61B odnosi się do ofiary zastępczej.

## Galeria

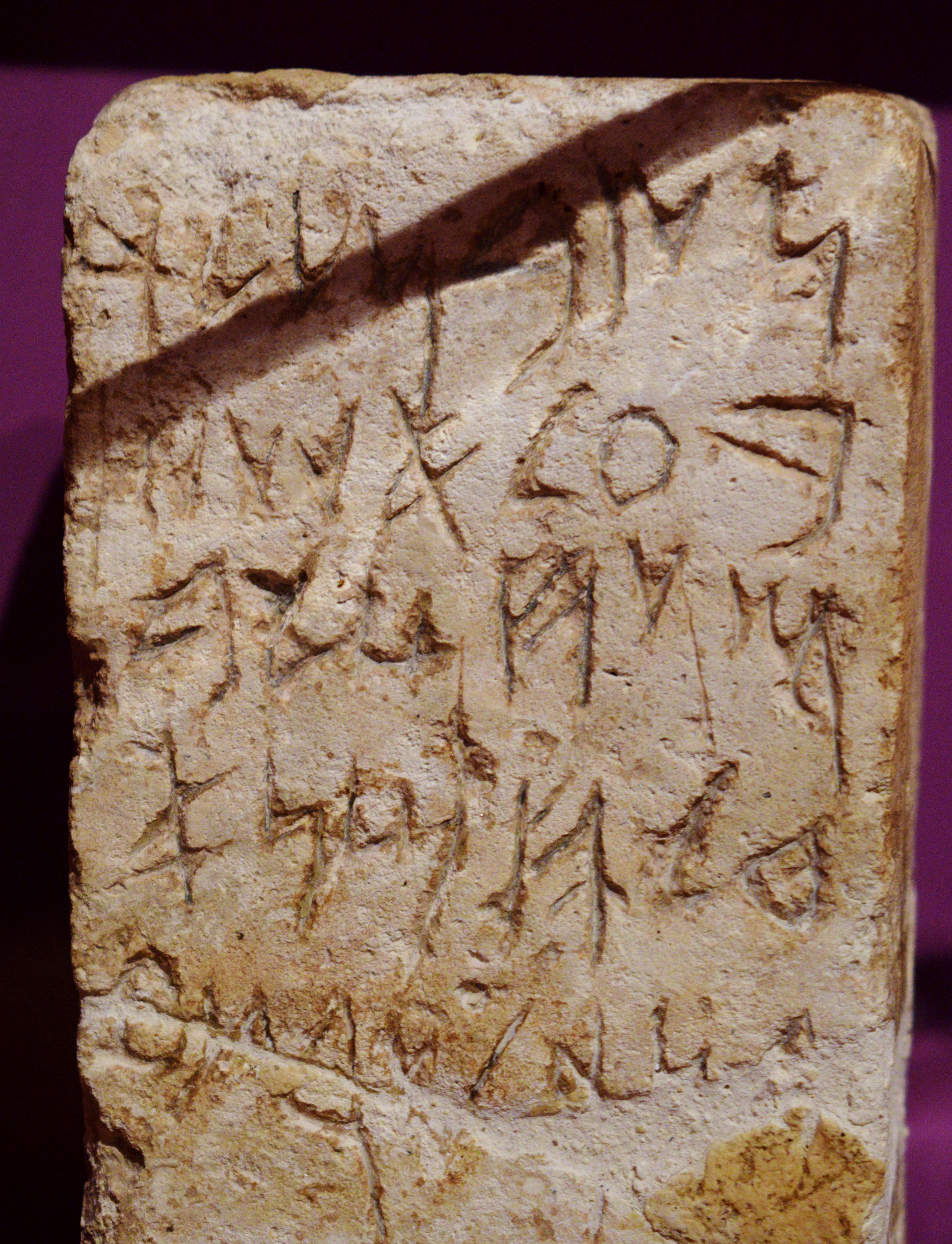
Zbliżenie górnej części ocalałej steli
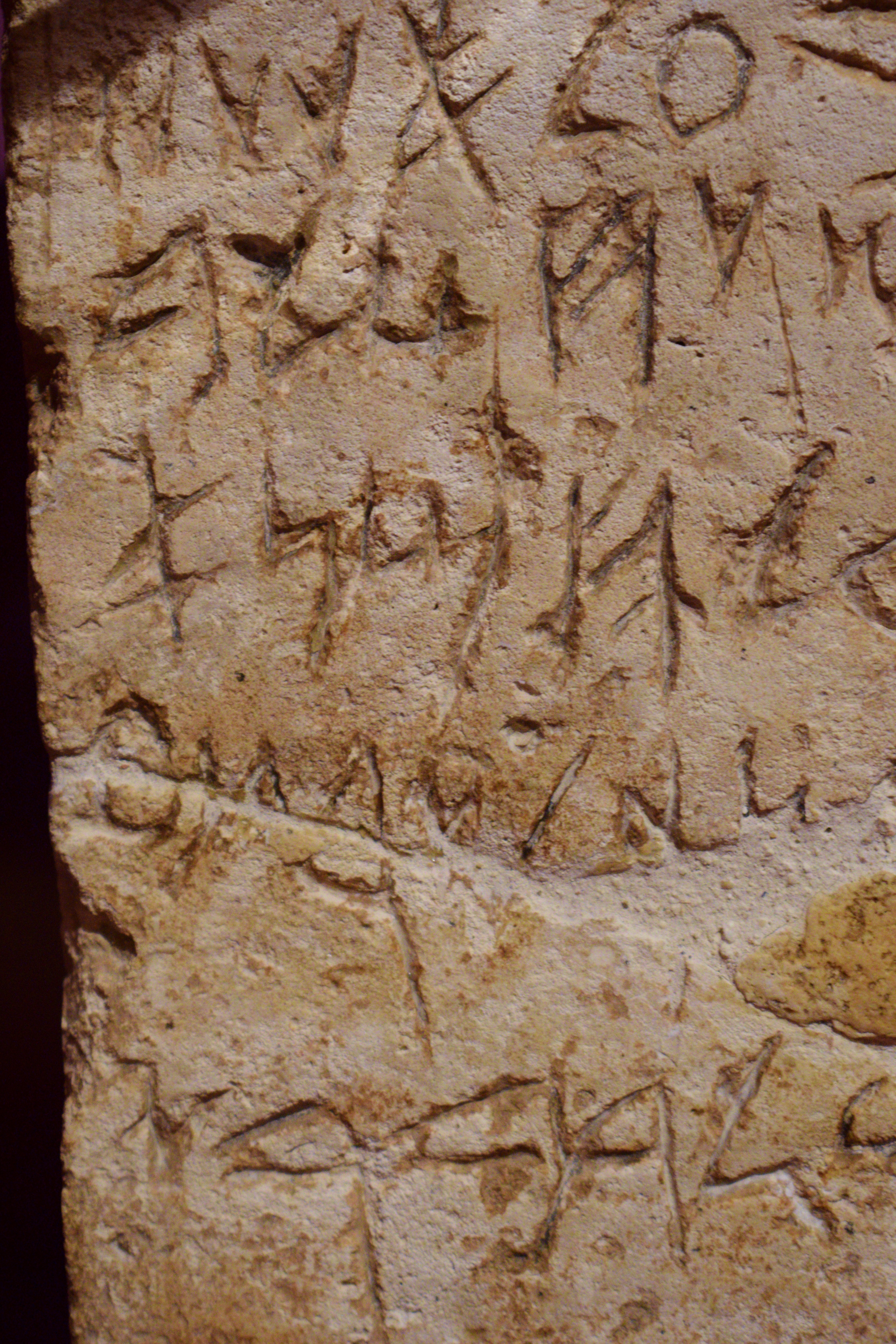
Zbliżenie dolnej części ocalałej steli
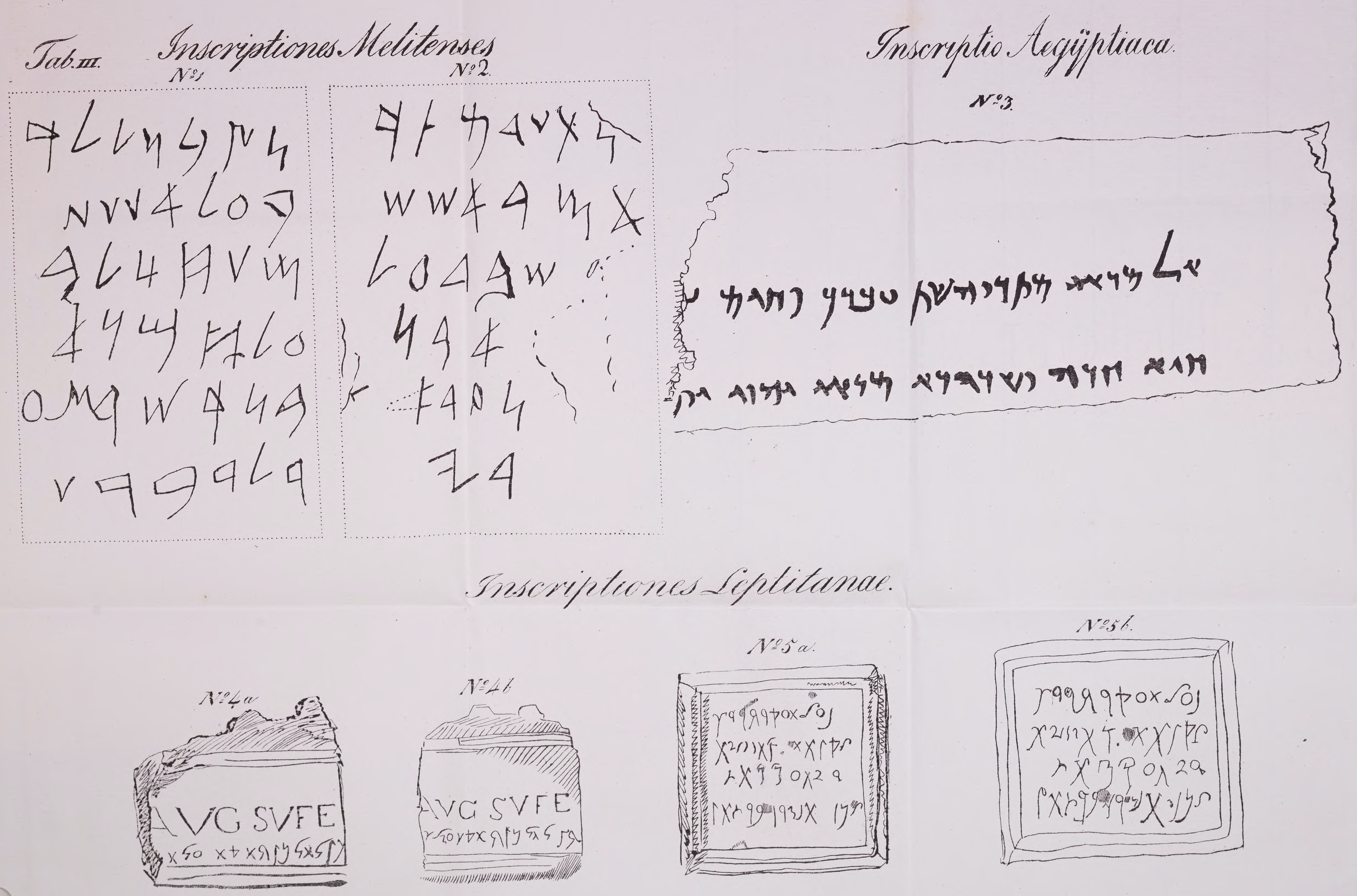
Inskrypcje w Miscellanea Phoenicia Hamakera z 1828
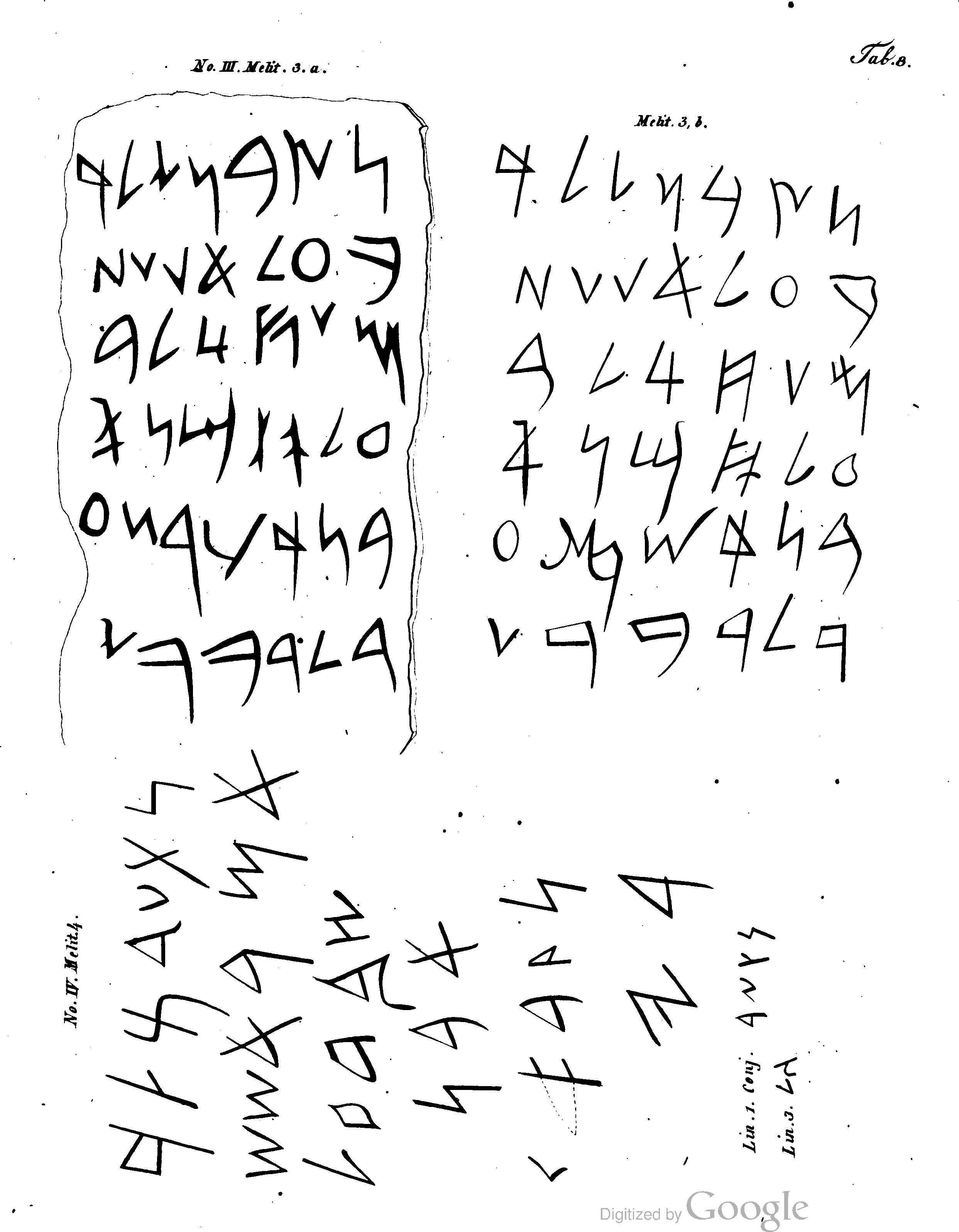
Dwie wersje „Melitensia Tertia i Melitensia Quarta w Scripturae Linguaeque Phoeniciae Monumenta Geseniusa z 1837